# SN 2003gc
SN 2003gc – supernowa odkryta 27 marca 2003 roku w galaktyce A105422-0615. W momencie odkrycia miała maksymalną jasność 18,00m.